# Polyura buruensis
Polyura buruensis är en fjärilsart som beskrevs av Talbot 1920. Polyura buruensis ingår i släktet Polyura och familjen praktfjärilar. Inga underarter finns listade i Catalogue of Life.